# Miguel Bryon
Miguel Bryon (Miami, 10 januari 1995) is een Amerikaans wielrenner die anno 2018 rijdt voor Holowesko-Citadel p/b Araphaoe Resources.

## Carrière
Als junior won Bryon twee etappes in de Ronde van Abitibi van 2012. Een jaar later werd hij, achter Jenthe Biermans, tweede in de Ronde van Vlaanderen voor junioren.
In 2017 werd Bryon, namens Holowesko-Citadel, tweede in de laatste etappe van de Cascade Cycling Classic. Omdat zijn ploeg in 2018 een stap hogerop deed, werd Bryon dat jaar prof.

## Overwinningen
2012
1e en 5e etappe Ronde van Abitibi

## Ploegen
- 2014 –  Hincapie Sportswear Development Team
- 2015 –  Hincapie Racing Team
- 2016 –  Holowesko-Citadel p/b Hincapie Sportswear
- 2017 –  Holowesko-Citadel Racing p/b Hincapie Sportswear
- 2018 –  Holowesko-Citadel p/b Araphaoe Resources

Brennan · Bryon · Carpenter · Clark · Flaksis · Hornbeck · Hough · Lewis · Magner · Schmalz · Skujiņš · Smith · Squire
Brennan · Bryon · Carpenter · Clark · Flaksis · Hornbeck · Hough · Krasilnikaw · Lewis · McCabe · Rhim · Squire
Brennan · Bryon · Carpenter · Clark · Companioni · Eisenhart · Flaksis · Krasilnikaw · Lewis · Magner · Murphy · Rhim
Brøchner · Bryon · Bybee · Companioni · Dahlheim · Eisenhart · Flaksis · Gómez · Koontz · Krasilnikaw · Lewis · Lienhard · Murphy · Rhim · Sánchez · Schmitt